# Vladimir Petrov (roer)
Vladimir Viktorovitj Petrov (på russisk: Владимир Викторович Петров) (født 27. april 1932 i Moskva) er en russisk tidligere roer.

## Rokarriere
Petrov var styrmand den sovjetiske otter, der blev europamestre i 1955.
Ved Sommer-OL 1956 i Melbourne stillede han op i to både. I otteren nåede han til semifinalen, mens han i toer med styrmand, roet af Georgij Zjilin og Igor Jemtjuk først vandt det indledende heat og derpå via en andenplads i semifinalen sikrede sig adgang til finalen. Her blev Petrov og hans makkere nummer tre efter den amerikanske båd, der fik guld, og den tyske båd.
Petrov, Zjilin og Jemtjuk fulgte op på deres OL-medalje op med en EM-sølvmedalje i 1957.

## OL-medaljer
- 1956:  Bronze i toer med styrmand